# Gero Hilliger
Gero Hilliger (* 30. Dezember 1943 in Straßberg als Gernot Hilliger) ist ein deutscher Zeichner und Karikaturist, der von 1977 bis Ende 1989 als Agent unter dem Decknamen „IMB Brunnen“ für das Ministerium für Staatssicherheit (MfS) der DDR arbeitete.

## Leben

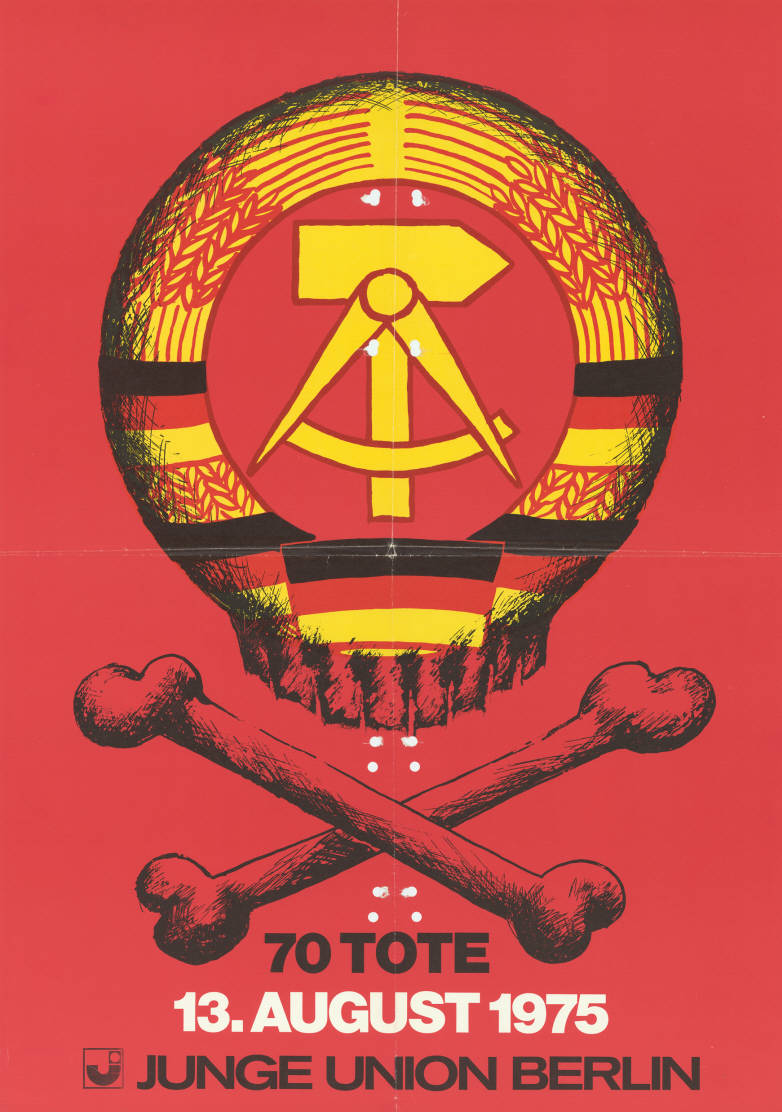
Plakat für die Junge Union zum Jahrestag der Berliner Mauer 1975

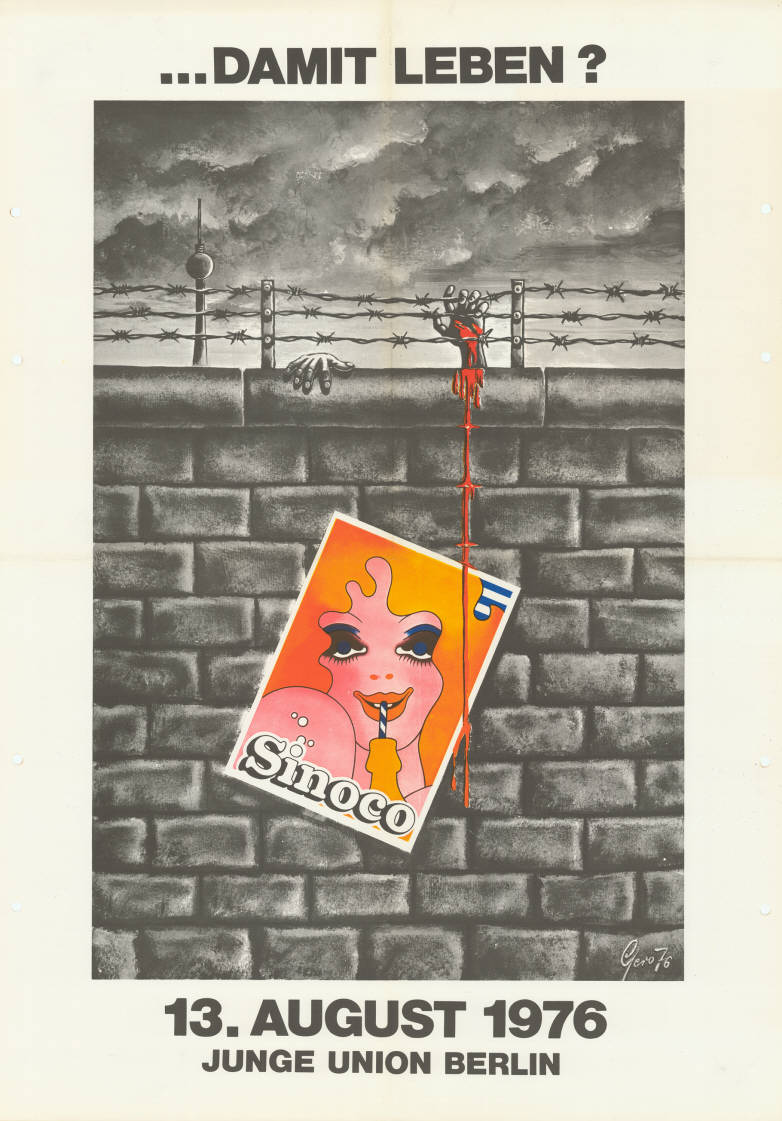
Plakat für die Junge Union zum Jahrestag der Berliner Mauer 1976

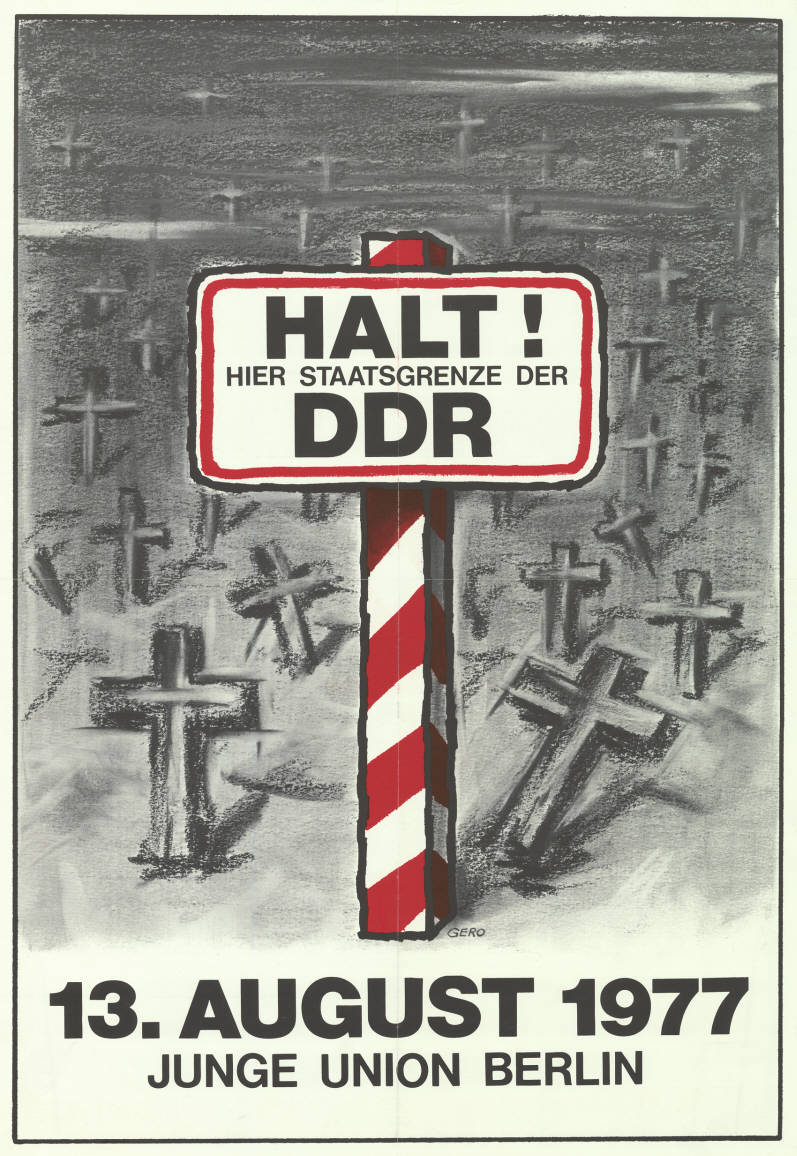
Plakat für die Junge Union zum Jahrestag der Berliner Mauer 1977

Nach dem Schulbesuch absolvierte Gernot Hilliger von 1960 bis 1962 eine Ausbildung zum Chemielaboranten. 1963 wurde er zum Wehrdienst in die Nationale Volksarmee eingezogen. Am 1. Juli 1964 desertierte er und wurde festgenommen. Am 11. August 1964 wurde er vom Militärgericht Magdeburg wegen Fahnenflucht zu zwei Jahren Zuchthaus verurteilt. Am 12. Dezember 1964 gelang ihm ein abenteuerlicher Ausbruch aus der Haft, um sich in die Bundesrepublik Deutschland abzusetzen; er wurde jedoch nach wenigen Tagen erneut festgenommen. Diesmal wurde er nach Berlin in die Untersuchungshaftanstalt des MfS eingewiesen. Hier plante er wieder einen Ausbruchsversuch, wobei er von einem Mitgefangenen überredet wurde, einen Kassiber an die CIA nach West-Berlin zu schmuggeln. Der Mitgefangene übergab jedoch den Kassiber an den Stasi-Vernehmer, was zur Folge hatte, dass Hilliger erneut angeklagt wurde. Am 21. Juli 1965 wurde Hilliger vom Militärobergericht Neubrandenburg wegen Spionage in Tateinheit mit versuchtem ungenehmigten Verlassen der DDR zu weiteren drei Jahren und sechs Monaten Zuchthaus verurteilt.
Nach seiner vorzeitigen Haftentlassung im Oktober 1968 ließ sich Hilliger in Ost-Berlin nieder, wo er ab 1969 als freiberuflicher Graphiker tätig war. Nachdem er bereits am 6. April 1964 erstmals unter dem Decknamen „Wiesel“ von der Hauptabteilung I des MfS als inoffizieller Mitarbeiter (IM) angeworben und schriftlich verpflichtet worden war, trat das MfS 1969 erneut an ihn heran, um ihn als inoffiziellen Mitarbeiter zu gewinnen. Hilliger verpflichtete sich am 29. Dezember 1969 gegenüber der Abteilung XX der Kreisdirektion Berlin-Köpenick des MfS unter dem Decknamen „Graf“, um „negative Künstlerkreise“ in Ost-Berlin für den Staatssicherheitsdienst „aufzuklären“. Diese Tätigkeit endete nach einigen Monaten, da Hilliger in der DDR nicht die von ihm geforderte Rehabilitierung für die nach seiner Ansicht zu Unrecht erlittene Haftstrafe erhielt.
Im Mai 1973 stellte Hilliger einen Übersiedlungsantrag nach West-Berlin, den die DDR-Behörden im Frühjahr 1974 bewilligten. Seitdem lebt Hilliger in West-Berlin, wo er unter dem Künstlernamen Gero Hilliger als Schnellzeichner arbeitet. Im Frühjahr 1977 wurde er erneut vom Ministerium für Staatssicherheit, Kreisdienststelle Fürstenwalde, angeworben und war bis Ende 1989 gegen Bezahlung Agent des MfS in West-Berlin. Seine Quittungen unterschrieb er stets als „Dantes“. Er berichtete unter anderem über die Junge Union, die Internationale Gesellschaft für Menschenrechte (IGFM) und Fluchthelferorganisationen. Seinen damaligen Freund, den einstigen CDU-Nachwuchspolitiker und späteren CDU-Generalsekretär in Brandenburg Dieter Dombrowski, verriet Hilliger jahrelang an das MfS und berichtete dabei neben sensiblen Interna der Berliner CDU auch über private und intime Details.
Im März 1981 demontierte und entwendete er das im West-Berliner Bezirk Frohnau aufgestellte Gedenkkreuz für Marienetta Jirkowsky. Die damals 18-jährige Frau war am 22. November 1980 bei einem Fluchtversuch an der Berliner Mauer erschossen worden. Hilliger brachte das Gedenkkreuz heimlich nach Ost-Berlin, wo er es seinem MfS-Führungsoffizier übergab.
Von 1985 bis 1990 war Hilliger einziger bezahlter Mitgestalter der von freigekauften Häftlingen und Flüchtlingen unter der Schirmherrschaft der IGFM herausgegebenen Zeitschrift DDR heute.
Das MfS belohnte Hilligers Arbeit mehrfach mit der Verdienstmedaille der Nationalen Volksarmee. Für seine Agententätigkeit erhielt er vom MfS regelmäßig finanzielle Zuwendungen; allein im zweiten Halbjahr 1989 betrug die Entlohnung 5500,00 DM.
1993 wurde Gero Hilliger als Schnellzeichner erstmals in das Guinness-Buch der Rekorde aufgenommen, nachdem er in nur 9,4 Sekunden das Porträt einer ihm unbekannten Person gezeichnet hatte. Weitere Rekordleistungen von ihm wurden in die Guinness-Bücher der Ausgaben 1996, 1998, 2000 und 2002 aufgenommen. Hierbei handelte es sich um die mehrfache Unterbietung des Geschwindigkeitsrekords im Porträt-Schnellzeichnen – auf 6,8 Sekunden, auf 6,2 Sekunden und schließlich auf 5,19 Sekunden im Jahr 2000. Dieser Rekord wurde bis zum heutigen Tag weltweit von keinem Zeichner unterboten.
Ein Rekord im Guinness-Buch von 2002 betrifft das Porträt-Zeichnen einer fremden Person mit verbundenen Augen innerhalb von 180 Sekunden (Blindzeichnen). Diesen Rekord hat Gero Hilliger noch mehrfach verbessert, zuletzt in einer Folge der Fernsehsendung „Tigerenten Club“ im Jahre 2005 auf 29,8 Sekunden für ein erkennbares Porträt.
Ein anderer Rekordversuch im Blindzeichnen wurde im Jahr 2002 in der Sendung "Ripleys TV" aufgezeichnet und mehrfach in den USA und weltweit ausgestrahlt. Auch in Großbritannien wurde über einige dieser Rekorde berichtet und sie wurden in das Buch der alternativen Rekorde aufgenommen.
Die Biographie von Gero Hilliger fand Eingang in die Personal-Enzyklopädie „Hübners Who is Who“.
Im Sommer 1994 wurde erstmals bekannt, dass Hilliger für das MfS gearbeitet hatte. Er wurde daraufhin am 9. Dezember 1996 vom Hilfsstrafsenat 1a des Kammergerichtes Berlin wegen geheimdienstlicher Agententätigkeit zu einer Freiheitsstrafe von einem Jahr zur Bewährung verurteilt. Der volle Umfang seiner geheimdienstlichen Aktivitäten im Auftrag des MfS, die er in West-Berlin als angeblicher Anti-DDR-Aktivist tarnte, wurde erst im Sommer 2010 bekannt.

## Auszeichnungen
- Verdienstmedaille der Nationalen Volksarmee in Bronze, 8. Februar 1980
- Verdienstmedaille der Nationalen Volksarmee in Silber, 8. Februar 1982
- Verdienstmedaille der Nationalen Volksarmee in Bronze, 7. Oktober 1983
- Verdienstmedaille der Nationalen Volksarmee in Gold, 8. Februar 1985
- Weltrekord im Porträt-Schnellzeichnen (1993)
- Weltrekord im Porträt-Schnellzeichnen (1996)
- Weltrekord im Porträt-Schnellzeichnen (1998)
- Weltrekord im Porträt-Schnellzeichnen (2000)
- Weltrekord im Porträt-Blindzeichnen (2002)